# Mark N. Brown
Mark Neil Brown, född 18 november 1951 i Valparaiso, Indiana, är en amerikansk astronaut uttagen i astronautgrupp 10 den 23 maj 1984.

## Rymdfärder
- STS-28
- STS-48